# Glébovo (Tula)
|  | Per a altres significats, vegeu «Glébovo». |

Glébovo (en rus: Глебово) és un poble de l'óblast de Tula, a Rússia, segons el cens del 2010 tenia 9 habitants.